# Ањикур е Сешел
Ањикур е Сешел (фр. Agnicourt-et-Séchelles) насеље је и општина у североисточној Француској у региону Пикардија, у департману Ен (Пикардија) која припада префектури Лаон.
По подацима из 2011. године у општини је живело 205 становника, а густина насељености је износила 19,0 становника/km². Општина се простире на површини од 10,79 km². Налази се на средњој надморској висини од 127 метара (максималној 175 m, а минималној 96 m).

## Демографија
| 1962. | 1968. | 1975. | 1982. | 1990. | 1999. | 2011. |
| ----- | ----- | ----- | ----- | ----- | ----- | ----- |
| 202   | 248   | 238   | 224   | 209   | 211   | 205   |

График промене броја становника у току последњих година